# Weird Little Boy
Weird Little Boy var en musikgrupp (Utgav endast ett album) som spelade experimentell musik. Bandet, som var ett sidoprojekt för alla inblandade, bestod av medlemmarna John Zorn (altsaxofon, keyboard, sampler), Trey Spruance (gitarr, trummor, keyboard), William Winant (slagverk), Mike Patton (trummor, sång) och Chris Cochrane (gitarr).
Alla medlemmar i bandet har uttryckt sin avsmak för projektet, främst Trey Spruance:
"Med risk för att låta ironisk, vilket inte är min mening, så anser jag att Weird Little Boy-projektet, på alla sätt och vis, suger, och att spendera pengar på albumet vore slöseri med pengar, för vem som än köper det. Jag ber om ursäkt till alla som har köpt det på grund av att jag är med på det. Förlåt!"
Det är inte troligt att det blir någon fortsättning till detta projekt.

## Diskografi
Studioalbum
- Weird Little Boy (1998)